# Мигинд, Франц
Барон Франц Мигинд (дат. Franz Mygind; около 1710[…], Brovst, Северная Ютландия — 6 апреля 1789, Вена) — датский и австрийский ботаник, академик РАН.
Родился в 1710 году в Дании. Окончил Копенгагенский университет. В дальнейшем отправился в Австрию, где собирал ботанические коллекции в Далмации (совр. Хорватия) и Венгрии. Вёл обширную научные переписку: среди его корреспондентов были Карл Линней а также знаменитые в своё время ученые Скополи и Жакен. До того, как оказаться в Австрии, вероятно, какое-то время работал в России, поскольку числился российским а не иностранным членом Императорской Академии наук в Санкт-Петербурге (предшественницы РАН).
Франц Мигинд скончался в 1789 году в Вене. Свою обширную ботаническую коллекцию (гербарий) завешал университету Пешта. Изучением коллекции Мигинда в дальнейшем занимался ботаник Пауль Китайбель, а сама коллекция, предположительно, сохранилась в собрании Будапештского университета до сих пор.